# Mesosetum blakei
Mesosetum blakei är en gräsart som beskrevs av Jason Richard Swallen. Mesosetum blakei ingår i släktet Mesosetum och familjen gräs. Inga underarter finns listade i Catalogue of Life.